# Henry B. Walthall

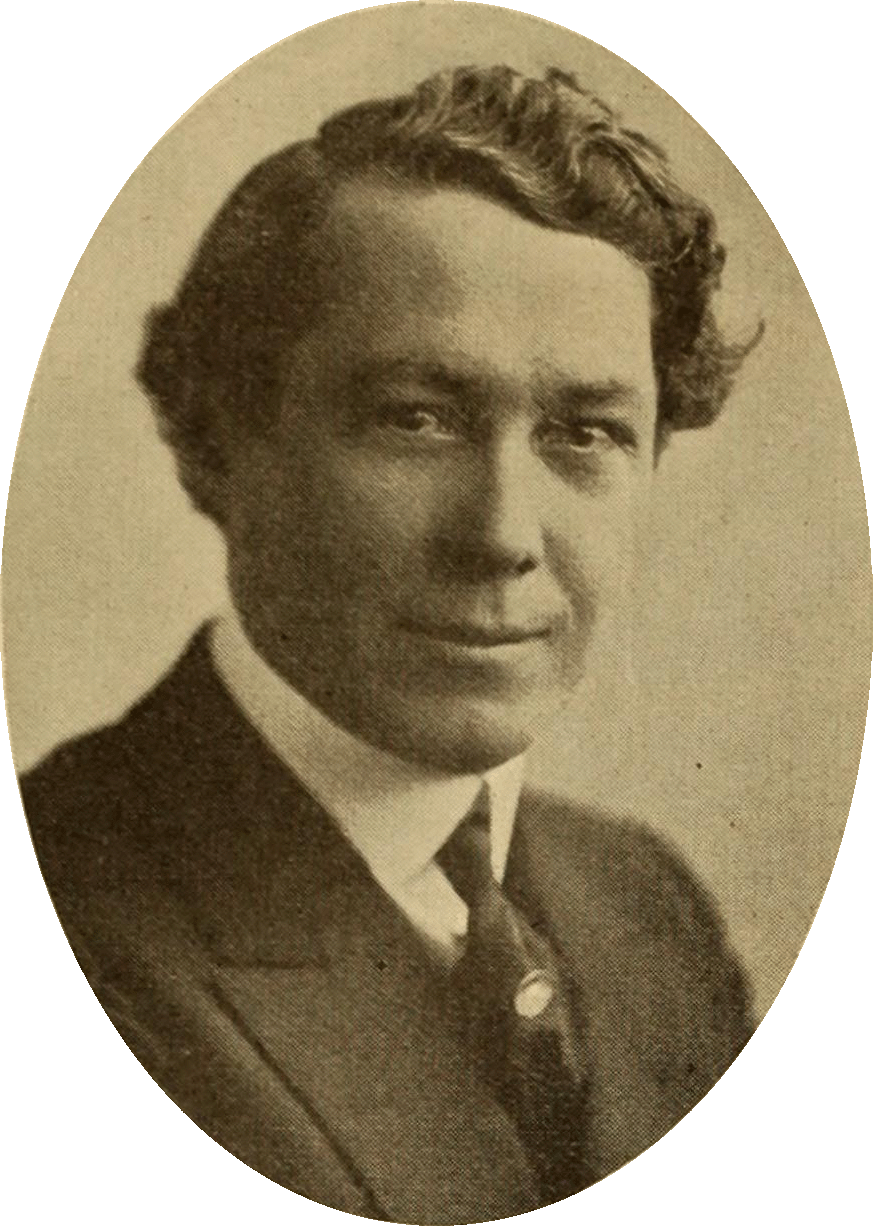
Henry B. Walthall, 1916

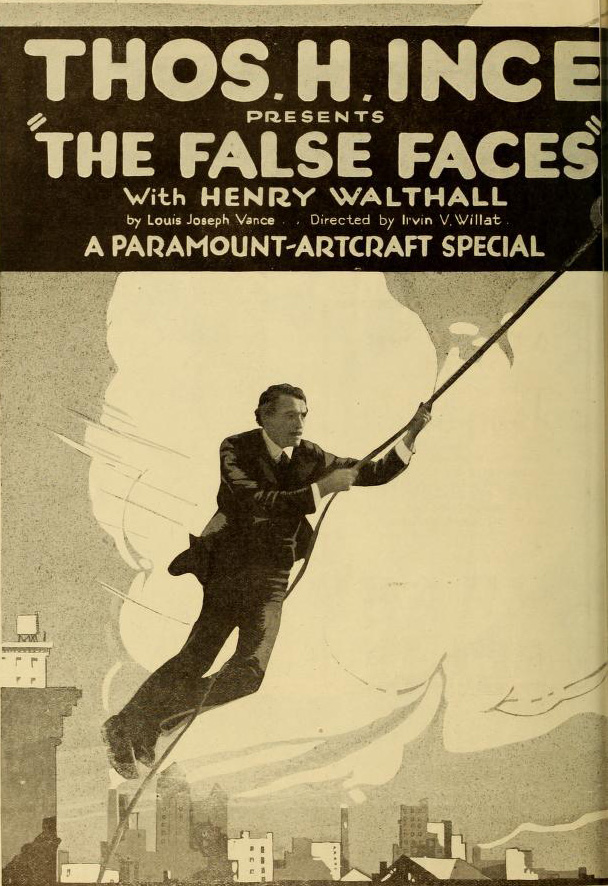
The False Faces (1919)

Henry B. Walthall, egentligen Henry Brazeale Walthall, född 16 mars 1878 i Shelby City i Alabama, död 17 juni 1936 i Los Angeles i Kalifornien, var en amerikansk skådespelare. Han medverkade i drygt 200 filmer åren 1909–1936. Han var bror till skådespelaren Anna Mae Walthall.
Walthall ligger begravd på Hollywood Forever Cemetery.

## Filmografi (urval)
- 1936 - Orkan över Karibiska havet
- 1935 - I skuggan av giljotinen
- 1935 - Dantes inferno
- 1934 - Småstadsdomaren
- 1933 - 42:a gatan
- 1932 - Me and My Gal
- 1927 - Vingarna
- 1926 - Den röda bokstaven
- 1915 - Nationens födelse
- 1914 – Home, Sweet Home
- 1914 – Judith och Holofernes
- 1913 – The Battle at Elderbush Gulch
- 1912 - An Unseen Enemy
- 1909 - A Corner in Wheat